# 시호 (영화)
《시호》는 2020년에 개봉한 대한민국의 영화이다.

## 캐스팅
- 신은경 : 수정 역
- 윤희석 : 성재 역
- 김도우 : 우민 역
- 진혜경 : 김혜경 역
- 성현 : 범식 역
- 표예진 : 시아 역
- 황미영 : 혜경친구 1 역
- 정서인 : 보육원 원장 역
- 신희철 : 호빠웨이터 역
- 윤채연 : 혜경친구 2 역
- 조영란 : 혜경친구 3 역
- 박정욱 : 학생주임 역
- 안현정 : 동료선생 1 역
- 정재숙 : 동료선생 2 역
- 박미애 : 호스트바 여인 역
- 김보민 : 보육원 사모 1 역
- 박정금 : 보육원 사모 2 역
- 조재이 : 호스트 역
- 곽영웅 : 호스트 역
- 이승준 : 호스트 역
- 차보성 : 호스트 역
- 하진 : 복지사 역
- 김건우 : 남학생 역
- 전헌태 : 성재선배 역 (특별출연)
- 최민 : 우민아빠 역 (특별출연)
- 김태훈 : 의사 역 (특별출연)